# Seznam ljudi Formule 1
Naslednji ljudje imajo ali so imeli pomembno vlogo v svetu Formule 1:

## Administracija
- Jo Bauer, tehnični delegat FIE
- Bernie Ecclestone, lastnik, promotor in predsednik sveta in administracije Formule 1
- Gary Hartstein, zdravnik na dirkah in prvi na prizorišču nesreč
- Bernd Maylander, voznik varnostnega avtomobila
- Max Mosley, predsednik FIE in odbora za pravila
- Sid Watkins, upokojeni zdravnik na dirkah; predsednik fundacije FIA Foundation for the Automobile and Society in FIA Institure for Motor Sport Safety
- Charlie Whiting, direktor dirk Formule 1, varnostni delegat, stalni štarter in predsednik tehničnega oddelka Formule 1

## Vodstvo ekip
- Rory Byrne, svetovalec pri razvoju dirkalnika Ferrarija, včasih glavni dizajner pri Benettonu in Ferrariju
- Ross Brawn, bivši direktor in strateg Ferrarija
- Flavio Briatore, Renaultov vodja moštva, znan tudi po prijateljevanju s supermodeli
- Colin Chapman, Lotusov ustanovitelj in bivši vodja moštva
- Ron Dennis, McLarenov vodja moštva
- Enzo Ferrari, ustanovitelj Ferrarija in Scuderie Ferrari
- Brian Hart, glavni dizajner ekip Hart, Toleman in Arrows
- Patrick Head, Williamsov solastnik in bivši tehnični direktor
- Eddie Jordan, Jordanov ustanovitelj in bivši vodja moštva
- Bruce McLaren, ustanovitelj McLarena
- Sam Michael, Williamsov tehnični direktor
- Giancarlo Minardi, ustanovitelj Minardija
- Luca di Montezemolo, predsednik Ferrarija in Fiata
- Adrian Newey, Red Bullov tehnični direktor
- Tony Purnell, bivši Jaguarjev tehnični direktor
- Nick Fry, BAR vodja moštva
- Peter Sauber, Sauber ustanovitelj in vodja moštva
- Paul Stoddart, Minardijev lastnik in bivši vodja moštva
- Mario Theissen, BMWjev tehnični direktor in strateg
- Jean Todt, vodja moštva Ferrari
- Tom Walkinshaw, lastnik bivše ekipe Arrows
- Sir Frank Williams, ustanovitelj ,vodja moštva in solastnik Williamsa

## Pnevmatike
- Pierre Dupasquier, vodja Michelinovega tekmovalnega oddelka
- Hirohide Hamashima, vodja Bridgestonovega oddelka za motošport

## Komentatorstvo & Publiciteta
- Matt Bishop, »The Bish,« urednik F1 Racing
- Martin Brundle, upokojeni dirkač in komentator na ITV
- David Hobbs, upokojeni dirkač in komentator na SPEED Channelu
- Steve Matchett, Bivši mehanik ekipe Benetton, F1 Racing tehnični urednik in kolumnist,komentator na SPEED Channelu
- Mario Poltronieri, upokojen italijanski žurnalist in komentator na RAI 1960-1994.
- Bob Varsha, komentator na SPEED Channelu
- Murray Walker, upokojeni komentator na BBCju in ITV poznan po čudnih komentatorskih napakah, ki jih je izrekal v žaru trenutka
- Peter Windsor, bivši vodja ekipe Williams, PodurednikF1 Racinga, kolumnist in komentator na SPEED Channelu
- Galvão Bueno, žurnalist in komentator na Globo TVju od leta 1970
- James Allen, komentator na ITVju od leta 2001, prej reporter iz boksov
- John Watson, upokojeni dirkač in bivši komentator na Eurosport-u
- Ben Edwards, bivši komentator na Eurosport-u in F1 Digital, zdaj dela za različne angleške postaje
- Gianfranco Mazzoni, komentator na RAI
- Ivan Capelli, upokojeni dirkač, zdaj komentator na RAI.
- Giorgio Piola, žurnalist, sizajner, poznavalec za tehniko v Formuli 1 za RAI.
- Heinz Prüller, komentator na ORF. Znan po njegovem računalniškem spominu za podatke iz zgodovine Formule 1
- Niko Mihelič, nekdanji komentator dirk Formule 1 za slovensko RTVSLO
- Miran Ališič, komentator dirk Formule 1 za slovenski POP TV

## Dirkači
- Fernando Alonso, prvak 2005, 2006; aktualni prvak in najmlajši prvak v zgodovini
- Alberto Ascari, prvak 1952, 1952
- Jack Brabham, prvak 1959, 1960, 1966
- Jim Clark, prvak 1963, 1965
- Juan Manuel Fangio, prvak 1951, 1954, 1955, 1956, 1957; velja za enega najboljših dirkačev v zgodovini
- Mika Häkkinen, prvak 1998, 1999 rival Michaele Schumacherja, ki ga najbolj spoštuje
- Damon Hill, prvak 1996
- Eddie Irvine, britanski dirkač, ki je znan po izjavah brez dlake na jeziku, žaljenju drugih dirkačev in da ga je udaril Ayrton Senna.
- Niki Lauda, prvak 1975, 1977, 1984
- Nigel Mansell, prvak 1992
- Stirling Moss, Britanski voznik, ki ni nikoli postav prvak, a vseeno postav narodni junak
- Nelson Piquet, prvak 1981, 1983, 1987
- Alain Prost, prvak 1985, 1986, 1989, 1993; Rival Ayrtona Senne, ki velja za enega najboljših dirkačev v zgodovini
- Jody Scheckter, prvak 1979 zadnji prvak s Ferrarijem do sezone 2000, ko je to uspelo Michaelu Schumacherju 21 let kasneje.
- Michael Schumacher, WDC 1994, 1995, 2000, 2001, 2002, 2003, 2004; lastnik večine rekordov v Formuli 1; velja za enega najboljših dirkačev v zgodovini Formule 1, vendar tudi za enega najbolj kontroverznih
- Ayrton Senna, prvak 1988, 1990, 1991; Brazilski dirkač in narodni heroj, ki se je smrtno ponesrečil na Veliki nagradi San Marina 1994; velja za enega najboljših dirkačev v zgodovini
- Sir Jackie Stewart, prvak 1971, 1973
- Gilles Villeneuve, Kanadski dirkač znan kot taktični genij pa čeprav se je smrtno ponesrečil po tem ko je dosegel le šest zmag

## Ostali
- Roman Abramovich, Ruski naftni mogotec in podpornik Formule 1
- Tony George, lastnik dirkališča v Indianapolisu
- Hermann Tilke, načrtovalec več dirkališč
- Gabriele Tredozi, tehnični koordinator